# Zanthoxylum
Zanthoxylum (incloent el gènere Fagara) és un gènere de plantes rutàcies amb unes 250 espècies. Són plantes natives de les zones subtropicals i temperada càlida del món diverses de les espècies tenen el cor de la fusta de color groc, cosa a la qual fa al·lusió el nom del gènere que prové del grec ("zantho" = groc i "xylum" = fusta).
El fruit de diverses espècies es fa servir per a fer una espècia. També se'n fan bonsais. Històricament la seva escorça s'ha usat contra els mals de queixals, els còlics i el reumatisme.

## Algunes espècies
- Zanthoxylum acanthopodium DC. – Andaliman; en xinès:刺花椒 (ci hua jiao)[5]
- Zanthoxylum ailanthoides Sieb. i Zucc. – en xinès:椿叶花椒 (chun ye hua jiao),[5] 越椒 (yue-jiao),[6] 食茱萸 (shi zhu yu);[7][8] en japonès:カラスザンショウ karasu-zanshō.

(syn. Fagara ailanthoides (Sieb. & Zucc.) Engler)
- Zanthoxylum alatum Roxb. – Winged prickly ash.

(cf. syn under Z.armatum)
- Zanthoxylum albuquerquei D.R.Simpson (Perú)
- Zanthoxylum americanum Mill. – Toothache Tree, Northern prickly ash (Eastern i Central United States)
- Zanthoxylum armatum DC. – Bamboo-leaf prickly ash; en xinès:竹叶花椒 (zhu ye hua jiao),[5] 竹葉(花)椒(zhu-ye-(hua)-jiao, "bamboo-leaved Z."),[6] 狗椒 (gou-jia "dog Z."),[6]

(syn. Z. planispinum Sieb. & Zucc.; Z. alatum sensu Forbes & Hemsley, Rehder & Wilson, non Roxburgh; Z. alatum var. planispinum Rehder & Wilson)
- Zanthoxylum atchoum (Aké Assi) Waterman (Costa d'Ivori)
- Zanthoxylum beecheyanum
- Zanthoxylum belizense Lundell (Amèrica central)
- Zanthoxylum bifoliolatum Leonard – Maricao prickly ash
- Zanthoxylum brachyacanthum F.Muell. – Thorny Yellowwood (Austràlia)
- Zanthoxylum bungeanum Maxim. – Northern China peppercorn;[6] en xinès:花椒 (hua jiao)[5][6]
- Zanthoxylum buesgenii
- Zanthoxylum capense (Thunb.) Harv.
- Zanthoxylum caribaeum Lam. – Yellow prickly ash
- Zanthoxylum chevalieri Waterman (Ghana)

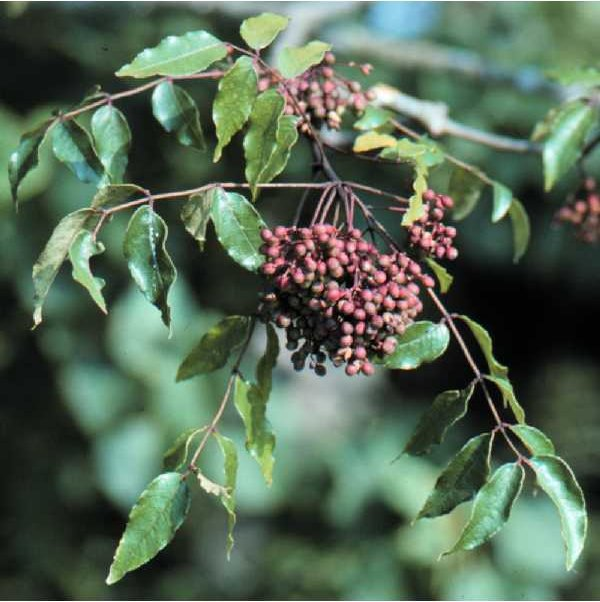
Zanthoxylum clava-herculis Fruits i fulles

- Zanthoxylum clava-herculis L. – Hercules club, Southern prickly ash (southeastern United States)
- Zanthoxylum coco Gillies ex Hook. i Arn. – Coco, Smelly Sauco (Argentina, Bolívia)
- Zanthoxylum coreanum Nakai – Korean Lime Tree
- Zanthoxylum coriaceum  – Biscayne prickly ash
- Zanthoxylum davyi Waterman
- Zanthoxylum delagoense Waterman (Moçambic)
- Zanthoxylum deremense (Engl.) Kokwaro (Malawi, Tanzània)
- Zanthoxylum dipetalum H.Mann – Kāwaʻu (Hawaii)
- Zanthoxylum fagara (L.) Sarg. – Lime prickly ash (Neotropics)
- Zanthoxylum ferrugineum J.D.Smith (Amèrica central)
- Zanthoxylum flavum Vahl – West Indian Satinwood (Carib)
- Zanthoxylum gentlei Lundell (Belize, Guatemala, Hondures)
- Zanthoxylum harrisii P.Wilson ex Britton (Jamaica)
- Zanthoxylum hartii (Krug & Urb.) P.Wilson (Jamaica)
- Zanthoxylum hawaiiense Hillebr. – Aʻe, Hawaiiʻi prickly ash (Hawaii)
- Zanthoxylum heterophyllum (Lam.) Smith (Maurici, illa de la Reunió)
- Zanthoxylum hirsutum Buckley – Texas Hercules club

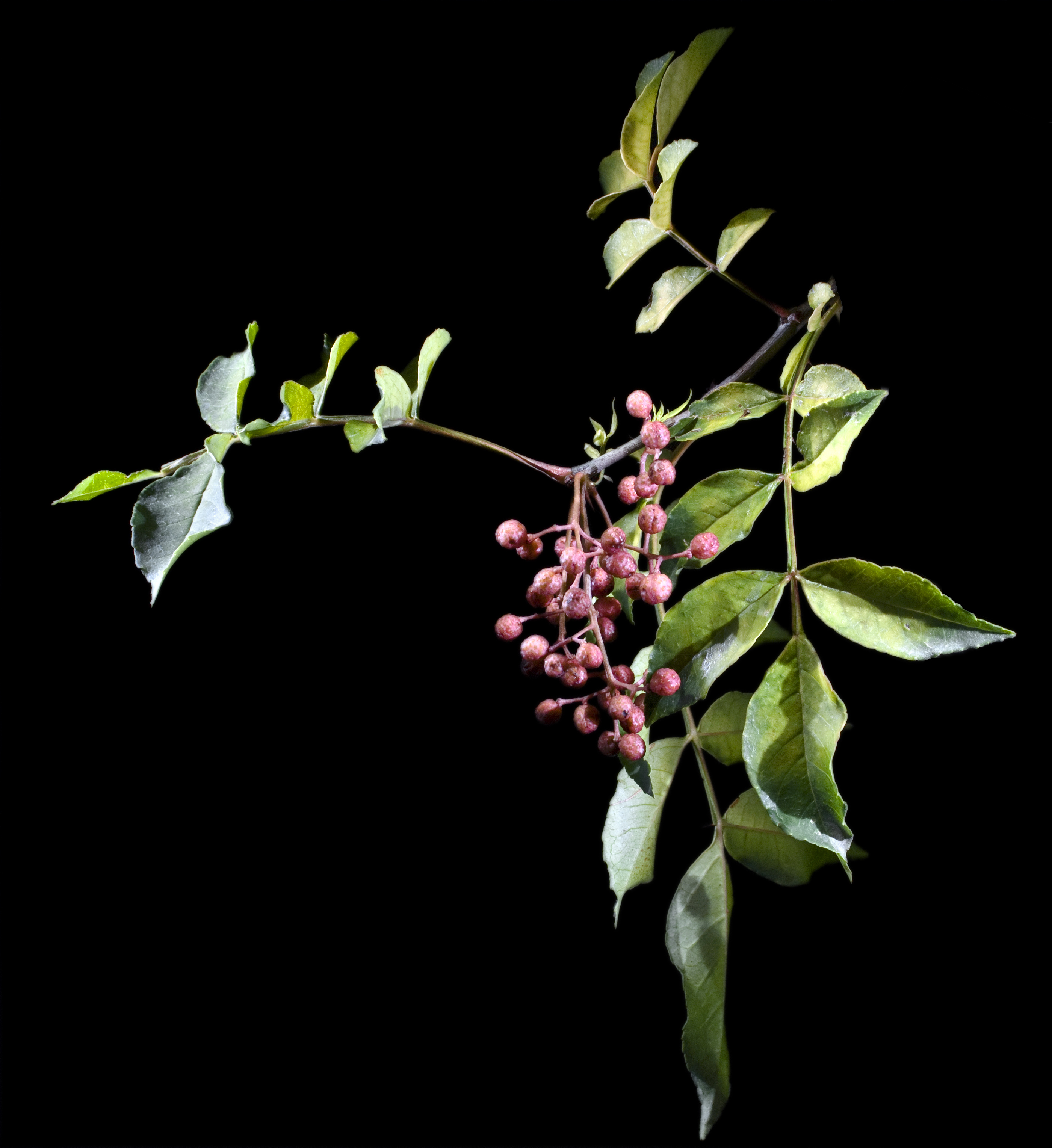
Z. piperitum Fruits i llavors

- Zanthoxylum holtzianum (Engl.) Waterm. (Tanzània)
- Zanthoxylum humile Waterm.
- Zanthoxylum hyemale A.St.-Hil.
- Zanthoxylum integrifoliolum (Merr.) Merr. (Les Filipines, Taiwan)
- Zanthoxylum kauaense A.Gray – Aʻe, Kauaʻi prickly ash (Hawaii)
- Zanthoxylum leprieurii Guill. & Perr.
- Zanthoxylum limonella Alston – Makhwaen (tailandès มะแขว่น)[9]
- Zanthoxylum lindense (Engl.) Kokwaro (Tanzània)
- Zanthoxylum martinicense (Lam.) DC. – White prickly ash
- Zanthoxylum monophyllum (Lam.) P.Wilson – Yellow Prickle

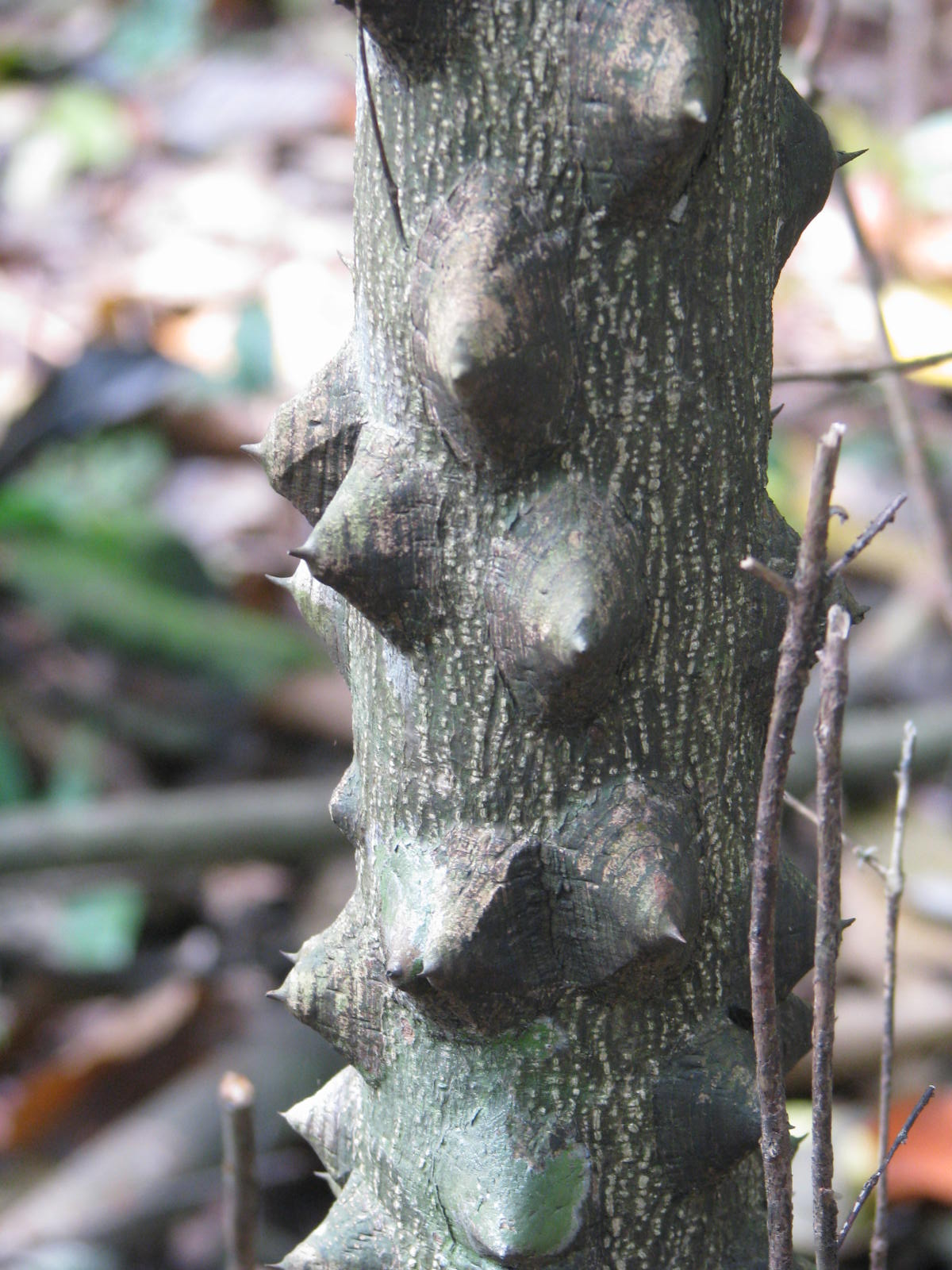
Z. rhetsa escorça a Pakke Tiger Reserve

- Zanthoxylum nadeaudii Drake (Polinèsia francesa)
- Zanthoxylum negrilense Fawc. i Rendle (Jamaica)
- Zanthoxylum nitidum (Roxb.) DC. – Shining prickly ash; en xinès:两面针(liang mian zhen "agulles als dos costats")[5]
- Zanthoxylum oahuense Hillebr. – Aʻe, Oʻahu Prickly ash (illa d'Oʻahu a Hawaii)
- Zanthoxylum ocumarense (Pittier) Steyerm.
- Zanthoxylum ovatifoliolatum Finkelstein
- Zanthoxylum naranjillo Griseb. – Naranjillo
- Zanthoxylum panamense P.Wilson (Hondures, Costa Rica, Panamà)
- Zanthoxylum paniculatum  (Rodrigues)[10]
- Zanthoxylum parvum Shinners – Tickletongue
- Zanthoxylum pinnatum
- Zanthoxylum piperitum (L.) DC. – Pebre japonès, Sanshō; en japonès:山椒(サンショウsanshō; en coreà:초피나무(chopi-namu)
- Zanthoxylum planispinum Siebold & Zucc. → Z. armatum
- Zanthoxylum procerum Donn Sm. (Central America)
- Zanthoxylum psammophilum (Aké Assi) Waterman (Costa d'Ivori)
- Zanthoxylum punctatum Vahl – Dotted prickly ash
- Zanthoxylum rhetsa (Roxb.) DC. – Chirphal, Teppal, Tirphal, Indian Pepper[11]

- Zanthoxylum rhoifolium Lam.

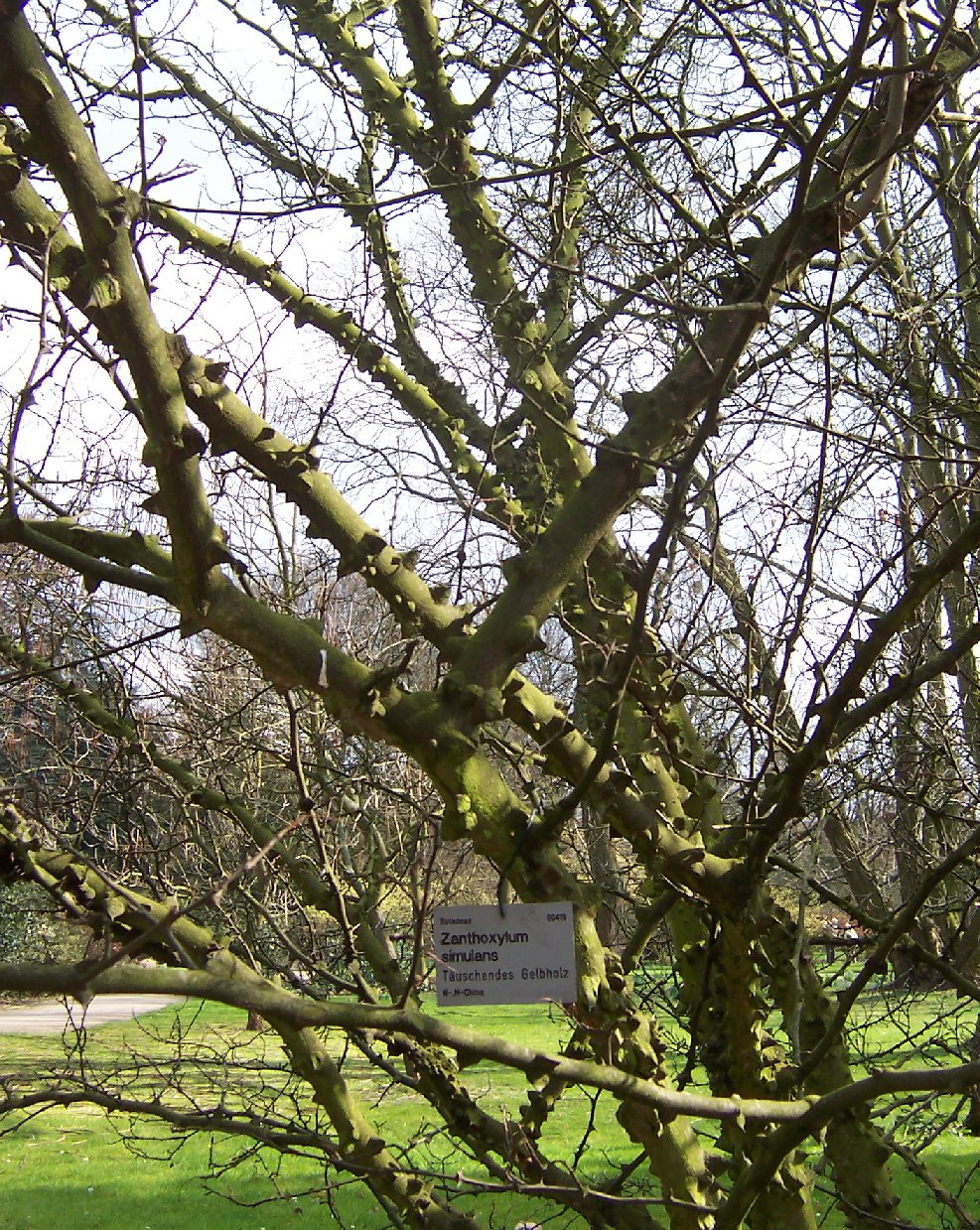
Z. simulans

- Zanthoxylum schinifolium Siebold & Zucc. – Mastic-leaved prickly ash; Wild Zanthoxylum;[6] xinès: 香椒子 (xiang-jiao-zi "aromatic Z."),[6] 青花椒 (qing-hua-jiao "green Z.");[5][6] japonès: イヌザンショウ (inu-zanshō);[12] coreà: 산초나무(山椒__; sancho-namu)

(syn. Fagara mantchurica (J.Benn. ex Daniell) Honda, F. schinifolia (Seib. & Zucc.) Engl.)
- Zanthoxylum simulans Hance – Chinese prickly ash, Sichuan pepper, Sichuan Zanthoxylum,[6] Sichuan peppercorn;[6] xinès: 野花椒 (ye hua jiao),[5] 川椒 (chuan-jiao, lit. "Sichuan pepper")[6](Xina oriental, Taiwan)
- Zanthoxylum spinifex (Jacq.) DC. – Niaragato
- Zanthoxylum thomasianum (Krug & Urb.) P.Wilson – St. Thomas prickly ash (Puerto Rico, Illes Verges Britàniques, Illes Verges Nord-americanes)[13][14][15]
- Zanthoxylum zanthoxyloides (Lam.) Zepern. & Timler, 1981; Senegal pricky ash

### Anteriorment ubicats en aquest gènere
- Eleutherococcus trifoliatus (L.) S.Y.Hu (com Z. trifoliatum L.)
- Melicope lunu-ankenda (Gaertn.) T.G.Hartley (com Z. roxburghianum Cham.)
- Melicope pteleifolia (Champ. ex Benth.) T.G.Hartley (com Z. pteleifolium Champ. ex Benth.)[15]

## Química
Les plantes del gènere Zanthoxylum contenen el lignà sesamina.
En algunes espècies de Nigèria s'han identificat diversos alcaloides i amides alifàtiques aromàtiques.